# Fistful of Mercy
Fistful of Mercy ist eine US-amerikanische Rockband aus Los Angeles.

## Biografie
Anfang 2010 trafen sich die drei Musiker Ben Harper, Joseph Arthur und Dhani Harrison zu gemeinsamen Aufnahmen. Als Vorbild hatten sie sich die Supergroup Traveling Wilburys genommen, bei der Dhanis Vater George Harrison mitgewirkt hatte. Sie schrieben ein gemeinsames Album mit dem Titel 'As I Call You Down' und spielten alle Titel selbst ein, lediglich zur Nachbearbeitung engagierten sie noch den Studioschlagzeuger Jim Keltner. Das Album erschien im Oktober desselben Jahres beim von George Harrison gegründeten Label Hot Records. Es erreichte in den USA Platz 2 der Folkalbum-Charts und Platz 50 der offiziellen Verkaufscharts.

## Mitglieder
- Dhani Harrison
- Ben Harper
- Joseph Arthur

## Diskografie
Alben
- As I Call You Down (2010)

Lieder
- On a Sunlit Stage (2009)
- Becoming a Jackal (2010)
- Ship of Promises (2010)
- That Day (2010)